# 于辉达
于辉达（1948年—），浙江岱山人，汉族，中华人民共和国政治人物、第十一届全国人民代表大会浙江地区代表。
毕业于浙江省委党校干部培训班，是中共党员。担任杭州市人大副主任。2008年起担任全国人大代表。